# Dialogpolis

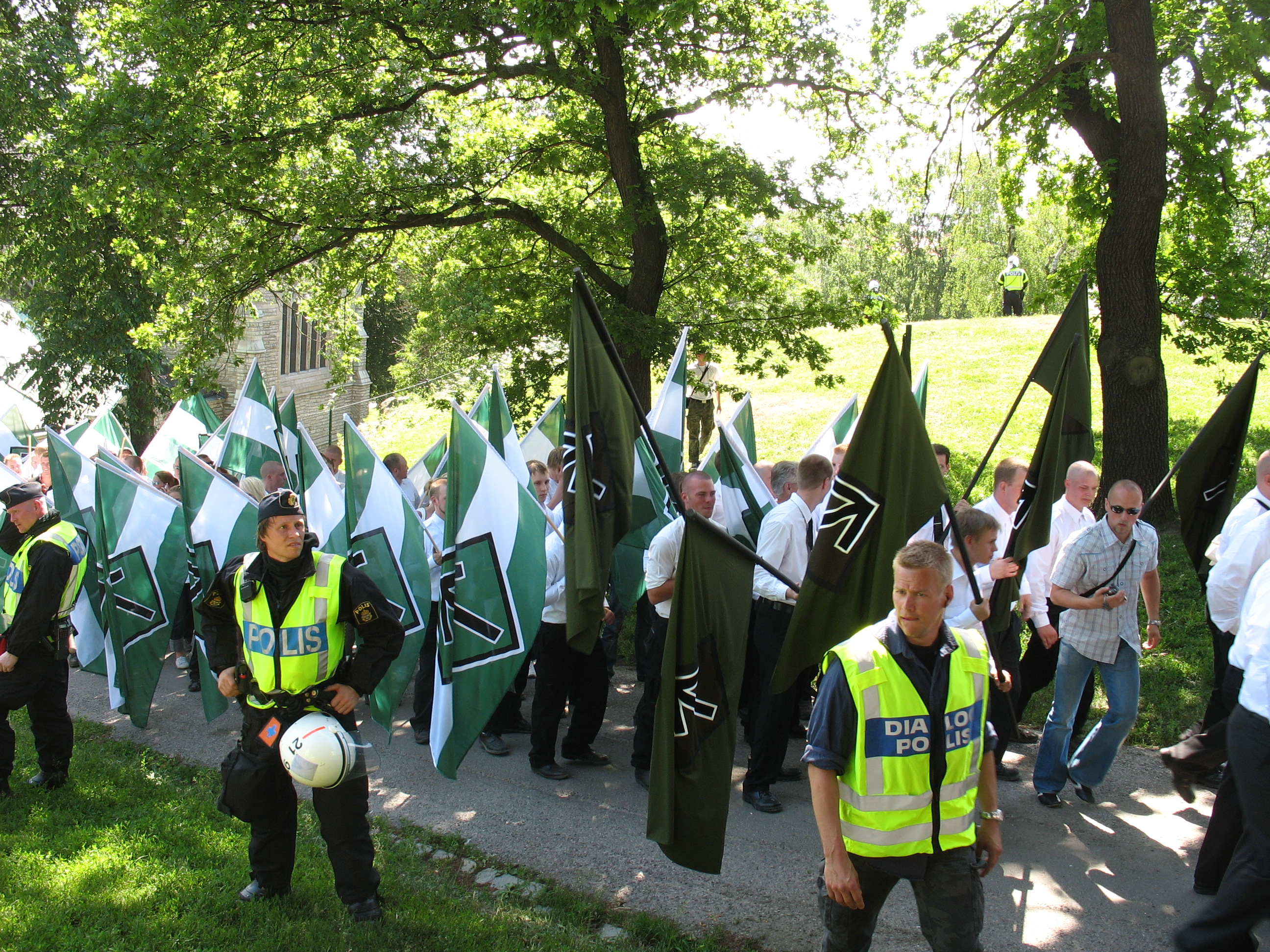
Dialogpolis (höger i bild) och annan polis (vänster i bild) i samband med en demonstration 2007 genomförd av Svenska motståndsrörelsen. Dialogpolisen uppträder civilklädda men bär västar som identifierar deras roll.

Dialogpolis är polispersonal som genomför dialoguppgifter i samband med demonstrationer och andra opinionsyttringar. Dialoguppgifterna består bland annat av informationsförmedling mellan polisen och arrangörer av demonstrationer samt medling. Dessa uppgifter genomförs före, under och efter själva demonstrationerna av särskilt utbildade poliser. Utnyttjande av dialogpoliser är en särskild polistaktik som syftar till att bibehålla ordningen i samband med demonstrationer, och bygger på konfliktreducerande principer.

## Dialogpolisen inom polisen i Sverige
Polisen i Sverige började bygga upp sin dialogpolisverksamhet till följd av Göteborgskravallerna 2001 och den kritik mot polisen som 2002-2003 framfördes av Göteborgskommittén. Ett av inslagen i den kritiken var att polisen behövde bli bättre på att föra dialog med politiska partier och organisationer som genomför opinionsyttringar.
Dialogpolisen består av ett 40-tal poliser vid polisregionerna Stockholm, Väst och Syd. Ett fåtal av dessa arbetar heltid med att vara dialogpoliser, medan de övriga ägnar cirka 20 procent av sin arbetstid åt detta och resten åt annan polisverksamhet. Den särskilda utbildningen till dialogpolis genomförs av Polishögskolan.